# Mandátní území Tichomořské ostrovy
Mandátní území Tichomořské ostrovy (anglicky South Pacific Mandate, japonsky 南洋群島 Nanjó guntó nebo 南洋諸島 Nanjó šotó, dobově též 内南洋 Učinanjó) bylo mandátní území, které bylo svěřeno Japonskému císařství Společností národů po ukončení 1. světové války.
Jako důsledek první světové války přišlo Německé císařství o všechny své kolonie, včetně té v Pacifiku. Německá Nová Guinea byla na základě Versailleské smlouvy rozdělena na mandátní území Nová Guinea, Nauru a Tichomořské ostrovy. Japonsko spravovalo ostrovy až do let 1944/45, kdy část z nich obsadilo americké námořnictvo. Následně v roce 1947 bylo území přetransformováno do poručenského území OSN pod správou Spojených států amerických, které existovalo až do roku 1994.
Mandátní území zahrnovalo současné nezávislé státy Palau, Marshallovy ostrovy a Federativní státy Mikronésie, které jsou volně přidružené k USA a Severní Mariany - nezačleněné území USA.